# Християнізація Скандинавії
Християніза́ція Скандина́вії, а також інших скандинавських країн та країн Балтії, відбулася між VIII і XII століттями. Королівства Данія, Норвегія та Швеція створили власні архієпархії, підзвітні безпосередньо папі Римському, у 1104, 1154 та 1164 роках відповідно. Навернення скандинавів до християнства вимагало більше часу, оскільки знадобилися додаткові зусилля для створення мережі церков.
Найдавніші ознаки християнізації з'явилися у 830-х роках, коли Ансґер будував церкви в Бірці та Хедебю. Навернення скандинавських королів відбулося в період 960—1020 років. Згодом скандинавські королі прагнули заснувати церкви, єпархії та християнські королівства, а також знищити язичницькі храми. Першою скандинавською країною, яка прийняла християнство, була Данія, про що приблизно 965 року нашої ери проголосив Гаральд I Синьозубий та встановив більший з двох каменів Єллінга. За словами історика Андерса Вінрота, християнство не було нав'язане скандинавам іноземними державами чи іноземними місіонерами, а навпаки, свідомо прийняте скандинавськими королями, які вважали цю релігію політично вигідною.
Хоча скандинави номінально стали християнами, для утвердження справжніх християнських вірувань серед людей у деяких регіонах знадобилося значно більше часу, тоді як в інших регіонах народ був християнізований до короля. Протягом раннього Середньовіччя папство ще не проявляло себе як центральна римо-католицька влада, що створювало можливості для розвитку регіональних варіантів християнства.

## Місія Гамбург-Бремен

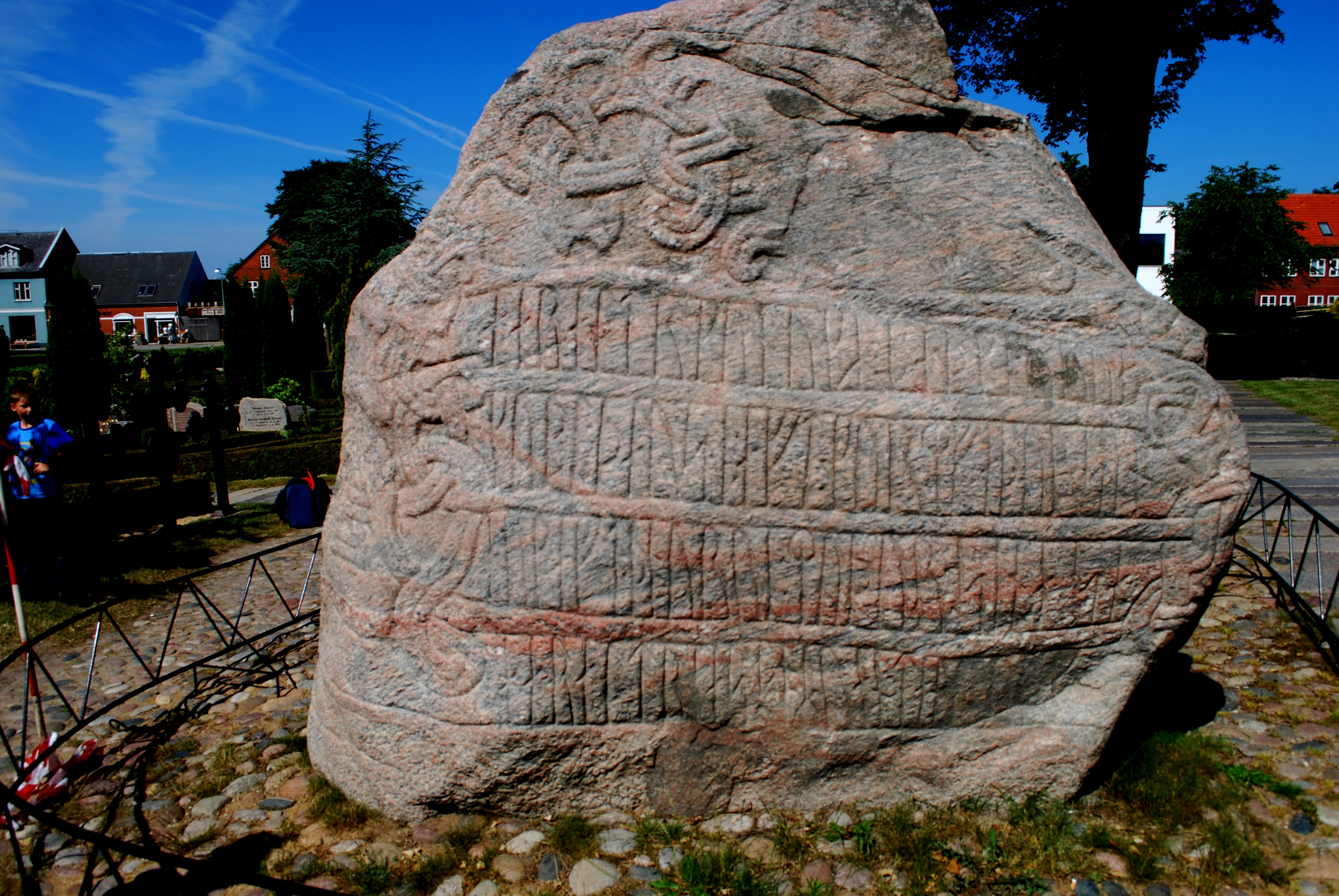
Рунний камінь Харальда Блютуза в Джеллінгу

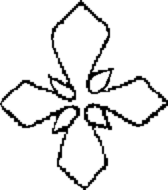
Християнський хрест з рунічного каменю Фрьосьо, що символізує християнізацію Ємтланда

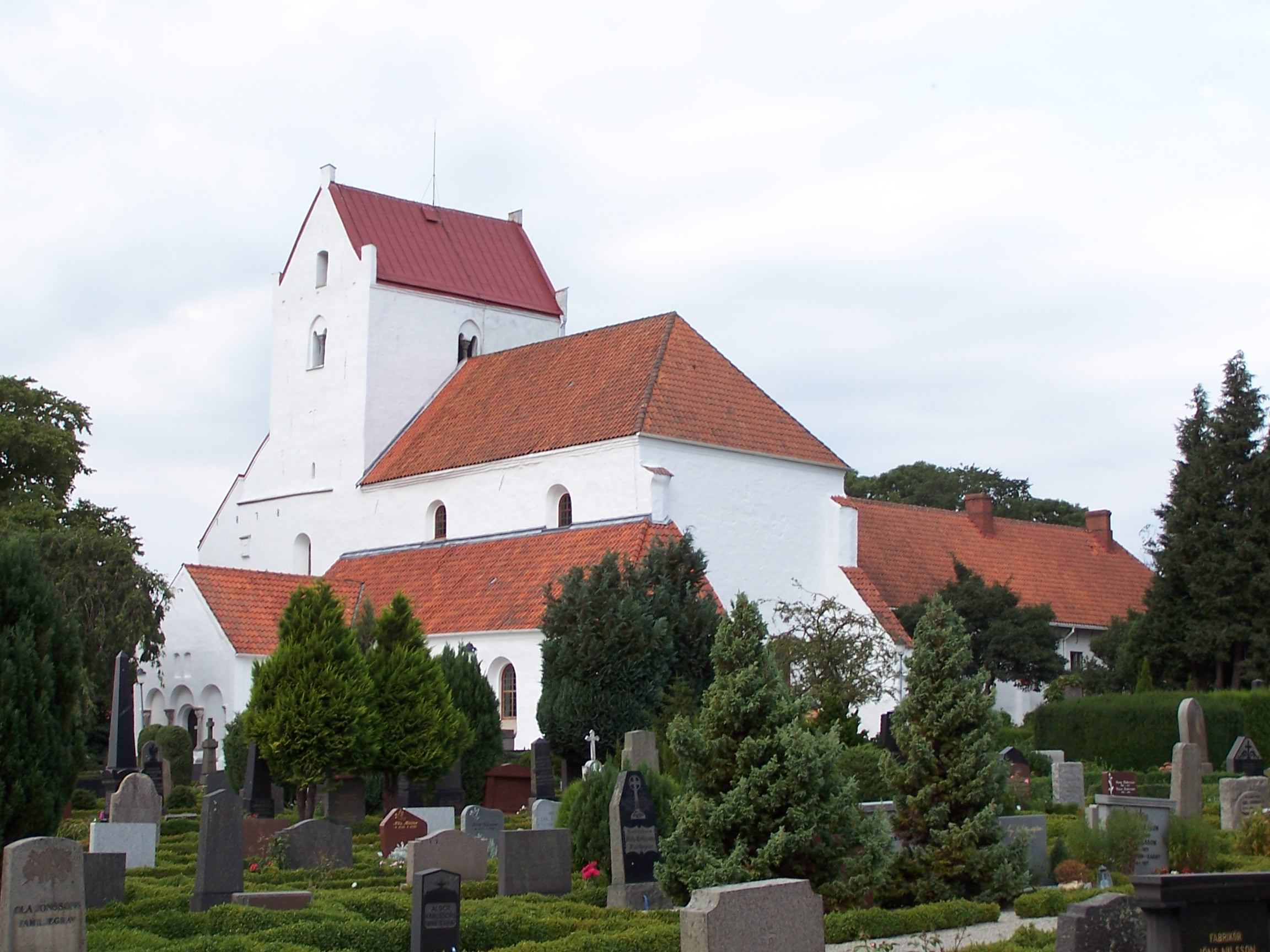
Церква Святого Хреста в Далбі

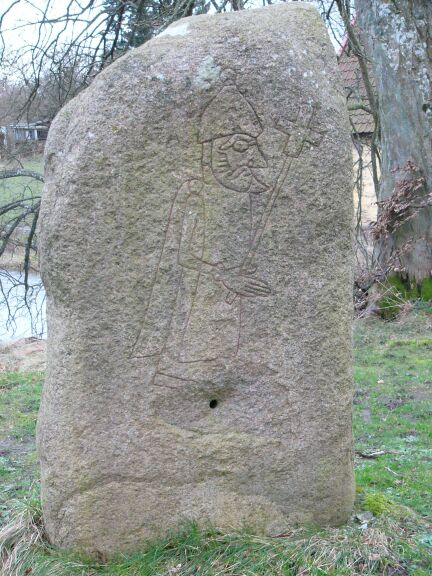
На камені епохи вікінгів Севестад 1 зі Сконе зображено чоловіка, який несе хрест.

Зафіксовані місіонерські зусилля в Данії розпочалися з Вілліброрда, апостола фризів, який проповідував у Шлезвізі, що на той час був частиною Данії. Він вирушив на північ з Фризії приблизно між 710 і 718 роками, за правління короля Онгенда. Вілліброд і його супутники не досягли особливого успіху: король ставився до них з повагою, але не мав бажання змінювати свої переконання. Агантир дозволив 30 молодим чоловікам повернутися до Фризії разом з Віллібродом. Можливо, Вілліброд мав намір навчити їх і залучити деяких з них до своїх зусиль з поширення християнства серед данців. Століття потому Еббо, архієпископ Реймса, і Віллеріх, пізніше єпископ Бремена, охрестили кількох людей під час своєї подорожі до Данії 823 року. Він двічі повертався до Данії, щоб проповідувати, але без жодних зафіксованих успіхів.
826 року король Ютландії Гаральд Клак через Горіка I, іншого короля Данії, був змушений втекти з Данії. Гаральд звернувся до імператора Німеччини Людовика I, щоб попросити допомоги у поверненні своїх земель у Ютландії. Людовик I запропонував зробити Гаральда герцогом Фризії, якщо він відмовиться від старих богів. Гаральд погодився, і його родина та 400 данців, які були з ним, були охрещені в Інгельгаймі-на-Рейні. Коли Гаральд повернувся до Ютландії, імператор Людовик та Еббо з Реймса доручили ченцю Ансгару супроводжувати Гаральда та наглядати за поширенням християнства серед новонавернених. Коли Гаральд Клак був знову вигнаний з Данії королем Горіком I, Ансгар покинув Данію і зосередив свої зусилля на шведах. Ансгар відправився до Бірки в 829 році і заснував там невелику християнську громаду. Його найважливішим новонаверненим був Герігар, якого описували як префекта міста і радника короля. У 831 році була заснована Гамбурзька архієпархія, якій доручили проповідувати християнство в Скандинавії.
845 року Горік I розграбував Гамбург, архієпископом якого став Ансгар. Резиденцію архієпархії перенесли до Бремена. Того ж року в Бірці відбулося язичницьке повстання, яке призвело до мученицької смерті Нітарда та змусило втекти місцевого місіонера, єпископа Готберта. Ансгар повернувся до Бірки 854 року та до Данії 860 року, щоб відновити деякі здобутки своїх перших візитів. У Данії він завоював довіру тодішнього короля Горіка II (не Горіка I, якого вбито у 854 році та який виступав проти християнства), який для першої християнської каплиці подарував йому землю в Хедебю (протомісті, яке згодом замінив Шлезвіг). Друга церква була заснована через кілька років у Рібе на західному узбережжі Данії. Рібе було важливим торговим містом, і в результаті Південна Данія в 948 році була перетворена на єпархію з центром у Рібе, що входила до складу архієпархії Гамбург-Бремен під керівництвом свого першого єпископа, святого Леофдага, який був убитий того ж року під час переправи через річку Рібе.
Верховенство архієпархії Гамбург-Бремен над церковним життям на півночі поступово знижувалося, оскільки папство, починаючи з понтифікату Папи Григорія VII, більше безпосередньо взаємодіяло з Північчю. Значним кроком у цьому напрямку стало заснування архієпископства для всієї Скандинавії в Лунді в 1103—1104 роках.
Обидва оповідання про Вілліброда та Гаральда є напівміфічними і поєднують міфічні та легендарні мотиви з язичницької традиції Північної Європи з християнськими історіями. Синкретизований варіант історії Гаральда, в якому він бореться з Рагнаром Лодброком за встановлення християнства в Данії, з'являється в дев'ятій книзі «Gesta Danorum» Саксо Граматика. Еббо — це ім'я міфічного скандинавського персонажа Ібора, також відомого як Егіл або Орванділ, який є лучником, ельфом і ковалем, що повстає проти богів Асів і веде проти них війну, а історія Еббо з Реймса поєднує в собі теми божественної історії Еббо, включаючи народження в селянській родині (не Асів) і міграцію. Узурпація Гаральда та його зусилля з християнізації пов'язані з кількома історіями про «узурпацію» та «зміни в жертвоприношеннях», включаючи узурпацію Мітотіна та введення поклоніння Фрею в Уппсалі, оскільки вони використовують подібні мотиви та міфічних персонажів.

## Скандинавські країни

### Данія
Поширення християнства в Данії відбувалося з перервами. Данці зустрілися з християнами, коли брали участь у набігах вікінгів з ІХ століття до 1060-х років. Данці все ще були племінним народом у тому сенсі, що місцеві вожді визначали ставлення до християнства і християн для свого клану і родичів. Привезення християнських рабів або майбутніх дружин з набігів вікінгів привело велику кількість простих данців до тісного контакту з християнами, можливо, вперше в їхньому житті.
Коли вожді та королі Данії почали втручатися в політику Нормандії, Англії, Ірландії, Франції та Німеччини, вони зайняли добріше ставлення до своїх християнських підданих. У деяких випадках навернення вождя чи короля видається суто політичним, щоб забезпечити союз або запобігти нападу могутніх християнських сусідів. Були випадки, коли навернення могутнього вождя (датською: jarl) або одного з королів супроводжувалося масовим наверненням серед їхніх послідовників. У кількох випадках навернення відбувалося через випробування, дива, що творилися святими християнами у присутності короля чи інших великих людей того часу.
Християнські місіонери рано усвідомили, що данці не поклонялися кам'яним чи дерев'яним ідолам, як це робили північні німці чи деякі шведи. Вони не могли просто знищити зображення, щоб довести, що Христос був вищим богом. Великі релігійні місця у Віборзі, Лейре, Лунді та Оденсе також були місцем проведення великих зборів Данії (данською: landsting). Релігійні об'єкти в Данії часто розташовувалися біля священних джерел, у пишних букових гаях або на відокремлених вершинах пагорбів. Місіонери просто просили дозволу побудувати каплиці в цих місцях. Згодом релігійне значення місця перейшло до каплиці.
Навіть після того, як данці стали християнами, вони поєднували ці дві системи вірувань. Сім'ї, які жили близько до землі, не хотіли образити місцевих духів (данською: landvætter), тому жертви залишали так само, як і в дохристиянські часи. Священні джерела (данською: kilder) просто освячували одному з місцевих святих, пов'язаних з джерелом, і життя тривало так само, як і раніше. Християнські місіонери змогли допомогти цьому процесу, розміщуючи церкви на священних місцях або поблизу них, у деяких випадках навіть використовуючи деревину зі священних гаїв для будівництва церков. Знак молота Тора легко поглинався хрестом.
У Данії є кілька святих, канонізованих місцевими єпископами, як це було прийнято в ранній Скандинавії, або шанованих місцевими жителями як святих. Часто шанування цих святих походить від діянь, пов'язаних з християнізацією Данії. У Віборзі є Сент-К'єлд, в Орхусі — Сент-Нільс (також званий Сент-Ніколас), в Оденсе — Сент-Кнуд (данською: Sanct Knud). Серед інших — Кнут Лавард, Ансґар, святий Тегер з Вендзісселя, святий Вільгельм, святий Леофдаг з Рібе та інші, які присвятили своє життя та зусилля справі навернення данців до християнства.
Король Горм Старий (данська: den Gamle), який за життя був відомий як Горм Сонний, був першим королем усієї Данії. До його часів данські королі, ймовірно, були місцевими королями без впливу на всіх данців. Данія складалася з Ютландії, Шлезвіга та Гольштейну аж до річки Ейдер, головних островів Зеландії, Фюну, Лангеланну, сусідніх менших островів та Сконеланду. Горма називали «жорстоким і язичницьким», але вплив королеви Тіри дозволяв християнам жити більш-менш без проблем. Подвійний курган Горма та Тіри в Єллінгу містив суміш язичницької та християнської іконографії, зокрема прикрашену срібну чашу. Син Горма та королеви Тіри, король Гаральд I Синьозубий, на одному з каменів у Єллінгу вихвалявся, що він «зробив данців християнами». Гаральд Синьозубий також згадується в написі на диску Курмун, датованому 960—980 роками н. е. На зворотному боці диска є восьмикутний гребінь, який проходить по краю предмета. У центрі восьмикутного гребеня знаходиться латинський хрест, що може свідчити про те, що Гаральд Синьозубий був християнином.
Першим данським королем, який прийняв християнство, був Гаральд Клак, який сам охрестився під час вигнання, щоб отримати підтримку Людовика Благочестивого. Рімберт повідомляє, що він вирушив додому в супроводі місіонерів. Однак Санмарк вважає «малоймовірним», що він насправді повернувся додому, і тому вважає його вплив на навернення Данії «ймовірно незначним».
Християнство зміцнилося в Данії лише після хрещення Гаральда Синьозубого. Спочатку Гаральд залишався язичником, хоча ще в 935 році дозволив публічні проповіді християнським місіонерам. Близько 960 року Синьозубий прийняв християнство, як повідомляється, коли фризький чернець Поппо тримав у руці розігрітий на вогні шматок заліза, не отримавши жодної шкоди. Також були охрещені дочка Гаральда, Гунхільда, та його син, Свен Вилобородий. Була також політична причина для навернення. Німецькі історії зафіксували хрещення Гаральда у присутності імператора Оттона I, хрещеного батька Свена Вилобородого. Одним із наслідків його навернення стало те, що данські королі покинули стару королівську огорожу в Єллінгу та перенесли свою резиденцію до Роскілле на острові Зеландія.
Свен повстав проти свого батька, який витратив надмірну кількість часу і грошей на спорудження великого каменю в Єллінгу, щоб увічнити свої досягнення. Одного дня король Гаральд запитав мандрівника, чи бачив той коли-небудь, щоб люди переносили такий важкий вантаж. «Я бачив, як Свен відібрав у вас всю Данію, пане. Самі судіть, хто з вас несе важчий тягар». Гаральд залишив камінь лежати на стежці, нарешті зрозумівши, що Свейну мало не вдалося викрасти все королівство. Кілька битв завели повстання в глухий кут, але в 985 році Гаральд був поранений стрілою і пізніше помер у Йомсборзі.
Свен Форкберд намагався вирвати контроль над церквою в Данії у Священної Римської імперії, і в результаті був обмовлений німецькими істориками свого часу. Його звинувачували у відступництві від християнських переконань та переслідуванні християн в Англії. Фактично, Свейн надав землю великому собору в Лунді, щоб оплатити утримання капітули. Його армія знищила християнські церкви в Англії в рамках вторгнення після різанини данців у День Святого Брайса, організованої Етельредом. Але коли Свейн став королем Англії та Данії, політика вимагала від нього більшої прихильності до церкви, яка виступала проти нього.
Іншим фактором, що вплинув на християнізацію, була масова еміграція данців до Англії та Нормандії в епоху вікінгів. Тисячі данців оселилися в східній частині центральної Англії та на півночі Франції, витіснивши або одружившись з місцевими жителями, які були християнами. Коли частина данського клану ставала християнською, це часто означало, що решта родини також пом'якшувала своє ставлення до християнства.
На початку XI століття, безумовно, за правління Кнуда IV, Данію можна вважати християнською країною. Пізніше відомий як Святий Канут, Канут IV був вбитий у церкві Святого Албана в 1086 році після того, як шляхтичі та селяни повстали проти його введення десятини для фінансування нових монастирів та інших церковних установ, які були вперше запроваджені в Данії під час його правління. І ці установи, і податок вважалися іноземним впливом, а відмова Канута використовувати регіональні асамблеї, як це було заведено для прийняття нових законів, призвела до його смерті, а також до смерті його брата, принца Бенедикта, і сімнадцяти інших домових воїнів. Канонізація святого Кнуда 1188 року багато в чому знаменує собою тріумф християнства в Данії. Коли останки святого Кнуда перенесли до Оденського собору, вся нація упокорилася триденним постом. Хоча він не був першим данцем, якого канонізували, це був перший випадок, коли король, символ більш-менш об'єднаної Данії, був визнаний прикладом, гідним поклоніння віруючих.
З того часу і до 1536 року, коли Данія стала лютеранською країною під владою короля (або королеви) Данії як титулярного глави Данської національної церкви (данською: Folkekirke), боротьба між владою короля та знаті з однією і тією ж владою визначала значну частину історії Данії.

### Норвегія

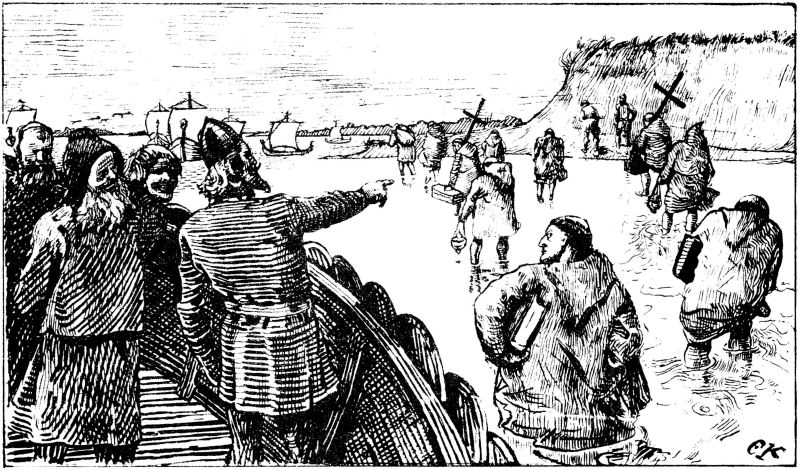
Король Данії надіслав місіонерів Гакону-ярлу, але перед від'їздом Гакон відправив місіонерів назад.

Перші зафіксовані спроби поширити християнство в Норвегії зробив король Гокон Добрий у Х столітті, який виріс в Англії. Його зусилля були непопулярними та не мали особливого успіху. Наступний король Гаральд Грейгейд, також християнин, був відомий руйнуванням язичницьких храмів, але не зусиллями з популяризації християнства.
Його наступником став переконаний язичник Гакон Сігурдссон Ярл, який очолив відродження язичництва шляхом відбудови храмів. Коли близько 975 року Гарольд I Данський спробував нав'язати йому християнство, Гакон порушив свою вірність Данії. Данські війська вторгнення зазнали поразки в битві при Гйорунґаваґрі в 986 році.
У 995 році Олаф Трюггвасон став королем Норвегії Олафом I. Олаф здійснив набіги на різні європейські міста та брав участь у кількох війнах. Однак у 986 році він (нібито) зустрів християнського провидця на островах Сіллі. Як і передбачав провидець, після повернення на свої кораблі Олафа атакувала група бунтівників. Як тільки він оговтався від ран, він прийняв хрещення. Після цього він припинив нападати на християнські міста і жив в Англії та Ірландії. У 995 році він скористався нагодою, щоб повернутися до Норвегії. Коли він прибув, Хакон Ярл вже стикався з повстанням, і Олаф Трюггвасон зміг переконати повстанців прийняти його як свого короля. Пізніше Гакон Ярл був зраджений і вбитий власним рабом, коли ховався від повстанців у свинарнику.
Тоді Олаф I поставив собі за пріоритет навернення країни до християнства, використовуючи всі доступні йому засоби. Розширюючи свої зусилля на скандинавські поселення на заході, королівські саги приписують йому християнізацію Фарерських, Оркнейських, Шетландських островів, Ісландії та Гренландії.
Після поразки Олафа в битві під Сволдером в 1000 році в Норвегії під правлінням ярлів Ладе відбулося часткове повернення до язичництва. За наступного правління Святого Олафа язичницькі залишки були викорінені, а християнство укріплене.
Ніколай Брейкспір, пізніше Папа Адріан IV, відвідав Норвегію з 1152 по 1154 рік. Під час свого візиту він започаткував церковну структуру для Норвегії. Папська булла, що підтверджує створення норвезької архієпархії в Нідаросі, датована 30 листопада 1154 року.
Рунічні написи ХІІІ століття з торговельного міста Берген у Норвегії майже не мають християнського впливу, і один з них згадує валькірію.

### Швеція

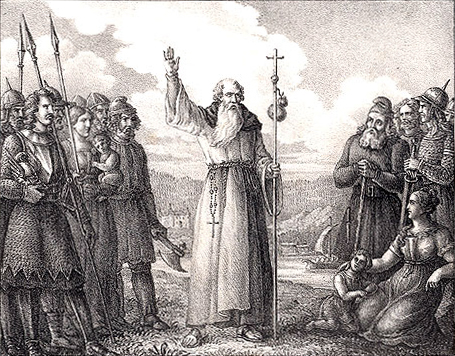
Ансґар зробив невдалу спробу ще у 830-х роках.

Перші відомі спроби християнізації Швеції були здійснені Ансґаром у 830 році на запрошення шведського короля Бйорна. Заснування церкви в Бірці не зустріло особливого інтересу з боку шведів. Століттям пізніше Унні, архієпископ Гамбурга, зробив ще одну невдалу спробу. У 10 столітті англійські місіонери здійснили вторгнення у Вестерйотланд.
Новіші археологічні дослідження показують, що християни були в Гьоталанді вже в IX столітті; також вважається, що християнство прийшло з південного заходу та рухалося на північ.
Прихильники культу в Уппсалі уклали взаємну угоду про терпимість з Олафом Скотконунгом, першим християнським королем Швеції, який зійшов на престол у 990-х роках. Імовірно, Олаф Скотконунг не мав достатньої сили, щоб насильно примусити дотримуватися християнства в Уппланді. Натомість близько 1000 року він заснував єпископську кафедру в Скарі у Вестерйотланді, поблизу своєї власної фортеці в Хусабю. В 1060-х роках ще один єпископський престол був заснований у Сігтуні королем Стенкілом, згідно з Адамом Бременським. Цю резиденцію перенесли до Гамли Уппсали, ймовірно, приблизно між 1134 і 1140 роками. Можливо, це було пов'язано з важливістю Уппсали як старої королівської резиденції та місця подій, але також могло бути натхненне бажанням показати, що опір християнству в Уппланді подолано. За папською ініціативою в 1164 році в Уппсалі заснували архієпархію для Швеції.
Одним із найжорстокіших конфліктів між християнами та язичниками був конфлікт між Блот-Свейном та Інге Старшим у 1080-х роках. Ця розповідь збереглася в Оркнейській сазі та в останньому розділі саги про Гервер, де сюжет послідовно переходить від легендарної історії до історичних шведських подій протягом століть до її складання. Чинний король Інге вирішив припинити традиційні язичницькі жертвоприношення в Уппсалі, що викликало суспільний спротив. Інге був змушений піти у вигнання, а його зять Блот-Свен був обраний королем за умови, що він дозволить продовжувати жертвоприношення. Після трьох років вигнання 1087 року Інге таємно повернувся до Швеції, і, прибувши до Старої Уппсали, оточив залу Блот-Свейна своїми гускарлами та підпалив її, убивши короля, коли той тікав з палаючого будинку. У сазі про Гервер повідомляється, що Інге завершив християнізацію шведів, але «Коло Земне» припускає, що Інге не міг безпосередньо взяти владу, а мав позбутися ще одного язичницького короля, Еріка з Добрих Врожаїв.
За словами М. Г. Ларссона, причиною співіснування язичництва та християнства в основних шведських провінціях протягом XI століття була загальна підтримка переходу до нової релігії. Однак старі язичницькі обряди були важливими та центральними для юридичних процесів, і коли хтось ставив під сумнів давні практики, багато новоприйнятих шведів могли деякий час рішуче реагувати на підтримку язичництва. Ларссон теоретизує, що, отже, коливання між язичництвом і християнством, про які повідомляють саги та Адам Бременський, не дуже відрізнялися від коливань, що спостерігаються в сучасних ідеологічних зрушеннях. Королю Інге Старшому було б неможливо правити як християнському королю без сильної підтримки своїх підданих, і норвезьке вторгнення в Вестергетланд Маґнусом Босонігом поставило відносини Інге з його підданими на випробування: він, здається, зібрав більшу частину шведського лейдангу, 3600 чоловік, і вигнав норвезькі окупаційні війська.
Хоча Швеція офіційно була християнізована до ХІІ століття, норвезький король Сігурд Хрестоносець на початку ХІІ століття здійснив хрестовий похід проти Смоланда, південно-східної частини Шведського королівства, і офіційно це було зроблено з метою навернення місцевого населення.
Археологічні розкопки місць поховання на острові Ловен поблизу сучасного Стокгольма показали, що фактична християнізація народу була дуже повільною і тривала щонайменше 150—200 років.

### Готланд
На шведському острові Готланд з 1220-х років до 1595 року офіційно використовувався готландський юридичний збірник, відомий як «Гуталаген». На практиці він використовувався до 1645 року. У цьому юридичному збірнику зазначалося, що виконання блотів карається штрафом.

### Ємтланд
На найпівнічнішому рунічному камені світу, що стоїть на острові Фресьон у центральному Ємтланді, рунічному камені Фресьо, сказано, що людина на ім'я Аустмадр християнізувала регіон, ймовірно, в період 1030—1050 років, коли був знайдений цей рунічний камінь. Про Аустмадра відомо небагато, але вважається, що він був законодавцем регіонального органу влади (Ямтамот).

## Інші скандинавські країни
Скандинавські середньовічні королі також правили провінціями за межами Скандинавії. Ці провінції сьогодні відомі як країни Північної Європи.

### Фарерські острови
Сіґмундур Брестіссон був першим фарерцем, який прийняв християнство, принісши християнство на Фарерські острови за указом Олафа Трюґґвасона. Спочатку Сіґмундур намагався навернути остров'ян у свою віру, зачитавши указ альтингу в Торсгавні, але мало не був убитий розлюченим натовпом. Потім він змінив тактику, пішов з озброєними людьми до резиденції вождя Трондура і Гьоту і вночі вдерся до його будинку. Він запропонував йому вибір: прийняти християнство або бути страченим; той вибрав перше. Пізніше, в 1005 році, Трондур і Гьоту вночі напали на Сіґмундура в його дворі в Скувой, після чого Сіґмундур втік, перепливши до Сандвіка на Сувурой. Він дістався до берега в Сіґмундарґйоґві в Сандвіку, але селянин із села вбив виснаженого Сіґмундура і вкрав його дорогоцінний золотий браслет.

### Фінляндія
Судячи з археологічних знахідок, християнство закріпилося у Фінляндії протягом XI століття. Католицька церква зміцнилася завдяки зростанню шведського впливу у ХІІстолітті та фінському «хрестовому походу» Біргера Магнуссона у ХІІІ столітті. З того часу і до ХІХ століття Фінляндія була частиною Швеції.

### Ісландія
Ірландські ченці, відомі як Папар, як вважається, були присутні в Ісландії ще до її заселення норвежцями в IX столітті.
Після захоплення королем Олафом I ісландських заручників у X столітті в Ісландії виникла напруженість між християнськими та язичницькими угрупованнями. Жорстоких зіткнень вдалося уникнути завдяки рішенню Альтингу в 1000 році нашої ери передати арбітраж між ними Торгейру Льосветнінгагоді, лідеру язичницької фракції. Після дня та ночі роздумів він вирішив, що країна має повністю прийняти християнство, тоді як язичницьке богослужіння в приватному порядку й надалі буде терпимим.

## Мотиви для навернення
Деякі навернення, здається, відбувалися з політичних та матеріальних міркувань, а інші — з духовних. Наприклад, деякі, можливо, просто хотіли отримати багаті дари (такі як вишукане біле хрестильне вбрання), які роздавали франкські вельможі, які виступали хрещеними батьками кандидатів на хрещення, коли ті приймали хрещення. Наприклад, король Данії Гаральд Синьозубий лише частково навернувся до нової віри (принаймні спочатку), щоб зберегти свою незалежність від німців, які на той час становили ще більшу загрозу, ніж раніше франки. Він також бачив, що християнство може багато чого запропонувати його правлінню. Воно не тільки допомагало піднести його статус, але й надавало практичну допомогу. Єпископи-місіонери були освіченими людьми, а ті, хто мав досвід роботи в королівському уряді Німеччини або Англії, могли стати цінними радниками. Також існував економічний мотив для навернення, оскільки язичницькі царі були зачаровані християнським багатством. В результаті, деякі вирішили прийняти нову віру як спосіб отримати доступ до цього багатства.

## Культурний вплив
У міру того як все більше скандинавів переходили в християнство, синкретизм ставав все більш очевидним, а межі між релігією і культурою все більше стиралися. Багато хто з них навернувся і прагнув допомогти католицьким місіонерам; при цьому вони часто використовували традиційні засоби, які часто асоціювалися з їх релігійним минулим, що призвело до інтеграції християнських і язичницьких культурних символів протягом років навернення. Наприклад, до будівництва церков новонавернені намагалися допомогти як своїм родичам, так і місіонерам, встановлюючи рунічні камені. Спочатку пов'язані з язичництвом, ці пізніші рунічні камені, на яких були викарбувані християнські образи, стали прикладом гнучкості, якої вимагали як місцеві традиції, так і християнство протягом масового навернення.

## Останні язичники
1721 році в Гренландії заснували нову дансько-норвезьку колонію з метою навернення мешканців до християнства. Приблизно в той самий час у Норвегії та Швеції докладалися зусилля для навернення саамів, які ще довго після навернення своїх сусідів залишалися язичниками. Деякі саами залишалися ненаверненими до XVIII століття.

## Наслідки
У статті, опублікованій у 2009 році, Філ Цукерман показав, що скандинавські країни, такі як Данія та Швеція, є одними з найменш релігійних у світі; проте «багато данців і шведів, наприклад, сповідують віру в „щось“, хоча не обов'язково в Бога з Біблії». За словами Цукермана, історичний розвиток культури та релігії в Данії та Швеції був вирішальним фактором у поясненні стану нерелігійності.

## Додаткова інформація

### Англійською мовою
- Berend, Nora. Christianization and the Rise of Christian Monarchy: Scandinavia, Central Europe and Rus' c. 900—1200 (2010).
- Katajala-Peltomaa, Sari. «Fatherhood, Masculinity and Lived Religion in Late-Medieval Sweden.» Scandinavian Journal of History 38.2 (2013): 223–44.
- Latourette, Kenneth Scott. A history of expansion of Christianity. Vol 2. The thousand years of uncertainty: AD 500–AD 1500 (1938) pp. 106–43.
- Latourette, Kenneth Scott.Christianity in a Revolutionary Age. A History of Christianity in the Nineteenth and Twentieth Centuries, Vol. II: The Nineteenth Century in Europe, the Protestant and Eastern Churches (1959): pp. 131–96.
- Latourette, Kenneth Scott. Christianity in a Revolutionary Age. A History of Christianity in the Nineteenth and Twentieth Centuries, Vol. IV: The Twentirth Century in Europe, the Roman Catholic, Protestant and Eastern Churches. (1961): 310–36
- Melnikova, Elena. «How Christian Were Viking Christians?.» Ruthenica, Suppl. 4 (2011). pp. 90–107; online; also online
- Meylan, Nicolas. «Mana in the North: Power and Religion in Medieval Scandinavian Historiography,» History of Religions (Nov 2016) 56#2 149–66. doi:10.1086/688215doi:10.1086/688215
- Sanmark, Alexandra: Power and conversion: a comparative study of Christianization in Scandinavia; Uppsala: Department of Archaeology and Ancient History, Uppsala University, Occasional papers in archaeology: 34; ISBN 91-506-1739-7 Also: Ph.D. Thesis, 2002 London, University College pdf bibliography pp. 297–317.
- Winroth, Anders. The conversion of Scandinavia: Vikings, merchants, and missionaries in the remaking of Northern Europe (Yale UP, 2012).

### Іншими мовами
- Hoftun, Oddgeir (2008). Kristningsprosessens og herskermaktens ikonografi i nordisk middelalder, Oslo: Solum forlag. (норв.)
- Kaufhold, Martin (2001), Europas Norden im Mittelalter, Wissenschaftliche Buchgesellschaft (нім.)
- Ларссон, М. Г. (2002). Götarnas riken. Upptäcktsfärder till Sveriges enande. Атлантида, Стокгольм. (швед.)
- Шен, Еббе. (2004). Asa-Tors hammare, Gudar och jättar i tro och традиція. Fält & Hässler, Вернамо. (швед.)